# Kaiserliche Werft Danzig
El Kaiserliche Werft Danzig (en alemán: Astillero imperial de Danzig) fue una compañía alemana de construcción naval fundada en 1852, con sede en la ciudad portuaria de Danzig, una de las principales contratistas de la Marina Imperial Alemana, junto con el Kaiserliche Werft Wilhelmshaven y el Kaiserliche Werft Kiel.
En 1844 el gobierno prusiano adquirió tierras en ambas orillas del Toten Weischel, en Danzig, con objeto de servir de base al SMS Amazone, único navío de guerra prusiano. A medida que crecía la marina prusiana, se hizo necesario disponer de un astillero propio. Llamado en un principio Königliche Werft Danzig ("Astillero real de Danzig"), su nombre se cambió en 1871 a raíz de la proclamación del Imperio alemán.
A comienzos del siglo XX se convirtió en el principal centro de producción de U-boot. Fue cerrado en 1918, tras la derrota alemana en la Primera Guerra Mundial, y sustituido por el Danziger Werft en 1921.